# Бобко, Иван Михайлович
Иван Михайлович Бобко (укр. Іван Михайлович Бобко; род. 10 декабря 1990[…], Одесса) — украинский футболист, полузащитник.

## Карьера
Воспитанник ДЮФК «Черноморец». Первый тренер — А. Н. Кучеревский. В «Черноморце» — с июля 2007 года. В январе 2015 года разорвал контракт с клубом по обоюдному согласию сторон. В конце января 2015 года подписал контракт с харьковским «Металлистом».
В июле 2016 года побывал на просмотре в луцкой «Волыни», однако в итоге перешёл в венгерский «Дебрецен». В декабре 2016 года покинул команду.
В июле 2017 года вернулся в «Черноморец». В августе 2017 года был переведён в дубль, в сентябре 2017 года покинул клуб.
В феврале 2019 года, после двухнедельного просмотра, подписал контракт со шведским «АФК Эскильстуна», вышедшем в высший дивизион страны. Играть в Швеции ему предложил агент Анатолий Пташник. В июле 2019 года контракт с клубом был досрочно расторгнут по обоюдному согласию сторон. После этого Бобко присоединился к казахстанскому «Окжетпесу», заключив соглашение до конца сезона.
В феврале 2020 года подписал годичный контракт с кутаисским «Торпедо».

## Достижения
- Финалист Кубка Украины: 2012/13